# Omul care a căzut pe Pământ
Omul care a căzut pe Pământ  (The Man Who Fell to Earth) este un film SF britanic din 1976 regizat de Nicolas Roeg după un scenariu de Paul Mayersberg bazat pe un roman omonim de Walter Tevis. Filmul este despre un extraterestru care se prăbușește pe Pământ căutând o cale de a transporta apă pe planeta sa, care suferă de o secetă severă. Filmul a fost produs de Michael Deeley și Barry Spikings.

## Distribuție
- David Bowie - Thomas Jerome Newton
- Rip Torn - Dr. Nathan Bryce
- Candy Clark - Mary-Lou
- Buck Henry - Oliver V. Farnsworth
- Bernie Casey - Mr. Peters
- Tony Mascia - Arthur
- Rick Riccardo - Trevor
- Adrienne La Russa - Helen
- Claudia Jennings - Peters' Wife (nemenționat)
- Albert Nelson